# Vellupillai Devadas
Vellupillai Devadas (Seremban, Malasia, 11 de febrero de 1925 - 31 de julio de 2005) era un jugador de hockey sobre césped de Singapur. Compitió en el torneo masculino en los Juegos Olímpicos de Melbourne 1956.